# Eddie Thomson
Eddie Thomson (sinh ngày 25 tháng 2 năm 1947) là một cựu cầu thủ và huấn luyện viên bóng đá người Scotland. Ông từng dẫn dắt Đội tuyển bóng đá quốc gia Úc từ 1990-1996.